# Cedric Glover
Cedric Mc Henry Glover (nacido el 15 de noviembre de 1966 en Macon, Misisipi, Estados Unidos) es un exjugador de baloncesto estadounidense. Con 2.02 de estatura, su puesto natural en la cancha era el de pívot.

## Trayectoria
- Universidad de Cincinnati (1984-1989)
- Liga de Israel (1989-1990)
- Estrelas da Avenida Lisboa (1991-1993)
- CB Breogán (1993-1995)
- Hapoel Safat (1995-1996)
- CB Murcia (1996-1997)
- Olimpia Venado Tuerto (1997-1998)